# Ludvig Ravensberg
Ludvig Christian Martin Orning Ravensberg, född 11 mars 1871 i Kristiania, död 23 april 1958 i Hedemora, var en norsk-svensk målare.
Han var son till fullmäktigen i norska kyrkodepartementet Fredrik Johan Grønvold och Caroline Wilhelmine Diriks och från 1946 gift med Signe Rosengren. Efter en tids juridiska studier ändrade han inriktning och studerade konst vid Akademie der Bildenden Künste München i början av 1890-talet och en kortare tid för Christian Krohg i Kristiania. Han bosatte sig 1895 i Rom som vid sidan av Kristiania kom att bli den främsta inspirationskällan för hans konst. Han fördjupade sitt konststudium genom ett antal resor i Europa, Asien och Afrika. Han undvek länge att visa upp sin konst och ställde ut första gången på Kunstnerernas Hus i Oslo 1954 och i Efterårsudstillingen på Charlottenborg i Köpenhamn 1955. Han skildrade Kristiania och Rom i två målningsserier om vilka han själv skriver att han försökt gestalta städerna fra Toppen till Roten, fra Kongen till Prolitären med Borgeren i midten som axeln. Efter att han bosatte sig i Hedemora väcktes hans intresse för förhistorisk konst och målade en Dalapastoral inspirerad av djurfigurerna i Altamiragrottan. Ravensberg finns representerad vid Moderna museet i Stockholm.